# Нулта гравитациона зона
Нулта гравитациона зона (фр. Gravité zéro) је двадесет прва епизода прве сезоне серије Код Лиоко.

## Опис
Епизода почиње са фудбалским тимом академије Кадик како се припрема за предстојећу утакмицу. Улрик лако успева да шутне лопту у гол поред голмана на чему му Џим честита. Од и Џереми су гледали ове вежбе. У парку, Сиси вежба за своју тачку навијања, дивље вртећи палицу за мажорет. У једном тренутку, она је баци увис као део навијања, али, уместо да се врати у њене руке, само почне да се удаљава док се није више видела. У исто време, Јуми се шета кроз парк док бандере почињу да трепере светлошћу. Одједном, она лагано оде пола метра увис пре него што се дочекала на тло. Онда су бандере опет почеле да трепере, при чему она брзо одлази. У школском дворишту, Сиси је тешко да убеди остале у шта се десило, стога Оду, Улрику и Џеремију ситуација постане сумњива. Јуми улеће у трпезарију и она и Џереми кажу једно другом да морају да поразговарају.
У Џеремијевој соби, Аелита јавља да је уочила активирани торањ у планинском сектору. Џеремијеве сумње постају стварне и онда он објашњава да Ксена покушава да манипулише магнетним пољима око школе користећи струју, што на малом простору може да доведе до отказивања гравитације (у овој сцени, Сисина палица стиже у егзосферу Земљине атмосфере). Јуми каже да морају да иду у Лиоко пре него што се ствари погоршају, али Улрик каже да ће учествовати на фудбалској утакмици. Када се овоме Џереми бесно супротстави, Улрик излази из собе, али Од објасни да на утакмицу долазе Улрикови родитељи, па не жели да изневери свог строгог оца, који је пословни човек. Зато Од, Јуми и Џереми иду у фабрику док се Улрик припрема за фудбал.
Мили и Тамија почињу да снимају утакмицу. У исто време, група стиже у фабрику и Џереми виртуелизује Ода и Јуми у планински сектор, као што и прати Ксенине покрете програмом за шпијунажу. Улрик, у међувремену, даје гол. Након што Од и Јуми крену са Аелитом ка торњу, Џереми схвата да Ксена покушава да сав електрицитет у школи усмери на једну тачку тако да створи огромну зону нулте гравитације; да није било инцидента са Сисином палицом и Јуминог лета, сви би били на утакмици и тако у замци. Џереми покушава да позове Улрика, али не може јер је у игри. Онда он покушава својим путем, хаковањем у мрежу.
Док Аелита, Од и Јуми напредују ка торњу, Џереми је успео да одреди периодичност нулте гравитације у згради природних наука. За време полувремена, он ступа у контакт са Улриком да провери да ли су сви на трибинама. Међутим, Улрик схвата да ту није госпођа Херц већ да је у кабинету за хемију. Знајући да ће Ксена потегнути генератор зграде, Џереми моли Улрика да је спаси. Он се слаже и фолира повреду и улази у зграду, не схватајући да га прати Сиси. У Лиоку, група коначно налази торањ, који штити ескадрила стршљена. Од и Јуми успевају да униште већину, али затим стиже колосална подршка стршљенима. Онда покушавају следеће: док Од пуца на стршљене, Јуми ће користити телекинезу да формира покретни штит од стена око њих двоје. У згради природних наука, Ксена потеже генератор и Улрик и госпођа Херц одлете на плафон.
У Лиоку, Јуми мора да црпи више енергије својом телекинезом. На Земљи, Улрик налази несвесну госпођу Херц и покушава да је изведе из зграде. Међутим, Ксена опет потеже генератор и Сиси, која је била у пролазу, почне да лети ка њима на једном ормару и Улрик је ухвати. Џереми онда доводи до разбијања светла како би Ксена изгубио контролу над зградом природних наука. Међутим, у Лиоку, Јуми губи већину своје снаге док Оду понестаје стрела. Да све буде још горе, на фудбалском терену бандере почињу да трепере и сви на терену и трибинама одједном почну да одлећу у небо. Он брзо излеће на терен. У планинском сектору, Аелита примењује своју креативност да створи мост до торња док Од и Јуми, која се срушила од умора, гледају у ужасу док је стршљени гађају ласерима.
На терену, Улрик успева да се придржи за ствари тако да не одлебди. У планинском сектору, још један стршљен гађа Аелиту у леђа, због чега промаши корак и крене да пада у празнину, куда је прате стршљени. Јуми и Од су исцрпљени и тужни, али се онда појави Аелита. Испостави се да Аелита која је ходала мостом није била Аелита, већ њен клон да одвлачи стршљене. Она затим брзо трчи до торња. На академији, Улрик брзо држи своје родитеље да не одлете. Аелита успева да унесе код „Лиоко“, деактивирајући торањ баш када не може више да их држи. Џереми сместа покреће повратак у прошлост, спасавајући све на терену.
Управо почиње фудбалска утакмица и Од, Јуми и Џереми честитају Улрику на терену. Од онда каже да је Улрик био шампион за оба света и епизода се завршава.

## Емитовање
Епизода је премијерно емитована 21. јануара 2004. у Француској. У Сједињеним Америчким Државама је емитована 17. маја 2004. Ова епизода, из непознатих разлога, никад није емитована у Србији.